# 1701
| [ Edytuj tabelę ]              | |
| Król Polski                    | - 1696 August II Mocny 1706 |
| Współksiążęta Andory           | - 1695 Julià Cano i Thebar 1714 - 1643 Ludwik XIV 1715                                                                                |
| Król Anglii i Szkocji          | - 1694 Wilhelm III Orański 1702 |
| Elektor Bawarii                | - 1679 Maksymilian II Emanuel 1726 |
| Elektor Brandenburgii          | - 1688 Fryderyk III 1701 |
| Sułtan Brunei                  | - 1690 Nassaruddin 1705 |
| Cesarz Chin                    | - 1661 Kangxi 1722 |
| Król Czech                     | - 1657 Leopold I Habsburg 1705 |
| Król Danii                     | - 1699 Fryderyk IV 1730 |
| Dalajlama                      | - 1683 Cangjang Gjaco 1706 |
| Cesarz Etiopii                 | - 1682 Ijasu Wielki 1706 |
| Król Francji                   | - 1643 Ludwik XIV 1715 |
| Król Hiszpanii                 | - 1700 Filip V 1724 |
| Landgraf Hesji-Kassel          | - 1670 Karol I Heski 1730 |
| Stadhouder Holandii            | - 1672 Wilhelm III Orański 1702 |
| Szach Iranu                    | - 1694 Sultan Husajn 1722 |
| Państwo Wielkich Mogołów       | - 1658 Aurangzeb Alamgir I 1707 |
| Król Irlandii                  | - 1689 Wilhelm III Orański 1702 |
| Cesarz Japonii                 | - 1687 Higashiyama 1709 |
| Kalif                          | - 1695 Mustafa II 1703 |
| Patriarcha Konstantynopola     | - 1694 Kallinik II 1702 |
| Władca Korei                   | - 1674 Sukjong 1720 |
| Książę Kurlandii i Semigalii   | - 1698 Fryderyk Wilhelm Kettler 1711                                                                                                  |
| Książę Liechtensteinu          | - 1699 Jan Adam I 1712 |
| Sułtan Maroka                  | - 1672 Maulaj Isma’il 1727 |
| Książę Monako                  | - 1662 Ludwik I 1702 - 1701 Antoni I 1731                                                                                             |
| Król Nawarry                   | - 1643 Ludwik XIV 1710 |
| Król Norwegii                  | - 1699 Fryderyk IV 1730 |
| Sułtan Omanu                   | - 1692 Sajf I ibn Sultan 1711 |
| Elektor Palatynatu             | - 1690 Jan Wilhelm 1716 |
| Papież                         | - 1700 Klemens XI 1721 |
| Książę Parmy i Piacenzy        | - 1694 Franciszek 1727 |
| Król Portugalii                | - 1683 Piotr II 1706 |
| Książę w Prusach               | - 1688 Fryderyk 1701 |
| Król w Prusach                 | - 1701 Fryderyk I 1713 |
| Car Rosji                      | - 1682 Piotr I Wielki 1725 |
| Cesarz Rzymski (niemiecki)     | - 1658 Leopold I Habsburg 1705 |
| Kapitanowie Regenci San Marino | - 1700 Ottavio Leonardelli Marino Beni 1701 - 1701 Alfonso Tosini Francesco Moracci 1701 - 1701 Giuliano Belluzzi Lorenzo Giangi 1702 |
| Elektor Saksonii               | - 1694 Fryderyk August I (król Polski) 1733                                                                                           |
| Król Szwecji                   | - 1697 Karol XII 1718 |
| Król Tajlandii                 | - 1688 Phet Racha 1703 |
| Sułtan Turków                  | - 1695 Mustafa II 1703 |
| Doża Wenecji                   | - 1700 Alvise Mocenigo 1709 |
| Król Węgier                    | - 1655 Leopold I 1705 |

Rok 1701 / MDCCI
stulecia: XVII wiek ~
XVIII wiek ~
XIX wiek

lata: 1691 «
1696 «
1697 «
1698 «
1699 «
1700 «
1701
» 1702
» 1703
» 1704
» 1705
» 1706
» 1711

## Wydarzenia w Polsce
- 30 maja–18 czerwca – obradował Sejm Warszawski; po raz pierwszy użyto tzw. limitę sejmową, tj. odroczenie obrad.
- 17 lipca – poświęcono odbudowany po pożarze kościół ojców pijarów pod wezwaniem św. Pryma i Felicjana (obecnie katedra polowa Wojska Polskiego w Warszawie).
- Sierpień – wycofanie wojsk saskich z Rzeczypospolitej (domagał się tego Karol XII Szwedzki).
- 14 grudnia – pod Tryszkami na Żmudzi hetman Grzegorz Antoni Ogiński zaatakował szwedzki obóz Karola XII, co spowodowało wkroczenie wojsk szwedzkich na Litwę na początku 1702 roku.
- 15 grudnia – przyszły elektor Palatynatu Reńskiego Karol III Filip Wittelsbach poślubił w Krakowie swą drugą żonę Teresę Lubomirską.
- Grudzień – Karol XII opanował Kiejdany i Kowno podporządkowując sobie całą Litwę.

## Wydarzenia na świecie
- 14 stycznia – założono pierwszą szkołę morską w Rosji, rozwijaną do 1715.
- 18 stycznia – Królewiec: koronacja Fryderyka I Hohenzollerna na króla Prus. Powstało Królestwo Prus. Mimo starań saskich Polska nie uznała tego tytułu.
- 9 marca – traktat sojuszniczy sasko-rosyjski.
- 19 marca – bitwa nad Dźwiną – Sasi przegrali ze Szwedami.
- 9 maja – po dwudniowym procesie pirat William Kidd został skazany przez sąd Admiralicji w Londynie na karę śmierci.
- 23 maja – w Londynie powieszono pirata Williama Kidda.
- 9 lipca – wojna o sukcesję hiszpańską: zwycięstwo wojsk austriackich nad Francuzami w bitwie pod Carpi.
- 24 lipca – Antoine de la Mothe Cadillac (zm. 1730) założył fort Ponchartrain, zalążek przyszłego miasta Detroit.
- 4 sierpnia – podpisano wielki pokój montrealski, kończący wojnę między Irokezami a francuskimi kolonistami.
- 1 września – wojna o sukcesję hiszpańską: bitwa pod Chiari.
- 6 września – umarł prokatolicki zdetronizowany król W. Brytanii, Jakub II Stuart. Ludwik XIV uznał jego syna za króla Jakuba III.
- 7 września – państwa morskie, Anglia i Holandia, zawarły z cesarzem Leopoldem I antyfrancuskie przymierze w Hadze.
- 9 października – w New Haven w stanie Connecticut założono Uniwersytet Yale (pierwotna nazwa: The Collegiate School of Connecticut).

- Psucie monety w Rosji (1701-1703).
- De Chamblain budował pałac w Champ (1701-1707).
- Wojna o sukcesję hiszpańską (1701-1714).
- Król pruski Fryderyk I zamówił wykonanie bursztynowego wystroju swojego gabinetu. Bursztynową Komnatę wysłano jako prezent dla cara w 1712.
- Wilhelm III Orański rozwiązał brytyjski parlament. W wyborach wygrali wigowie. Do parlamentu dostał się po raz pierwszy Robert Walpole.
- Uchwalono brytyjski Act of Settlement (Akt o sukcesji), przyznający prawo dziedziczenia w Anglii dynastii hanowerskiej (Welfowie).
- W Londynie założono Society for Promoting Christian Knowledge.
- John Vanburgh wzniósł królewski pawilon w Greenwich.
- Brytyjski agronom Jethro Tull skonstruował nowy siewnik, wykorzystując mechanizm organów kościelnych.
- Brytyjska zasada nieusuwalności sędziów.
- Norwich Post – pierwsza gazeta prowincjonalna w Wielkiej Brytanii.
- Matthew Prior zasiadł w brytyjskim Parlamencie.
- U wybrzeży Florydy zatonął angielski statek niewolniczy „Henrietta Marie” z 188 czarnymi niewolnikami na pokładzie (wrak odnaleziono w 1972). Mieli zostać sprzedani na Jamajce w zamian za cukier.
- Hiszpanie przyznali przywilej Asiento de Negros francuskiej Kompanii Gwinejskiej.
- Nowa francuska gazeta Journal de Trévoux.
- Antoni van Leeuwenhoek odkrył proces anabiozy.
- Początek wystąpień Węgrów przeciw władzy Austrii.
- Powstało Słoweńskie Towarzystwo Filharmoniczne (Academia Philharmonicorum) w Lublanie.
- Karol de Tournon łacińskim patriarchą Antiochii.
- Łucka diecezja prawosławna przystąpiła do unii z Kościołem katolickim.
- W Japonii Asano Nagatori zmuszono do popełnienia samobójstwa. 47 samurajów w jego służbie poprzysięgło zemstę.

## Urodzili się
- 26 stycznia – François Dominique de Barberie de Saint-Contest, francuski polityk i dyplomata (zm. 1754)
- 28 stycznia – Piotr Paweł Sapieha, stolnik wielki litewski i wojewoda smoleński (zm. 1771)
- 28 lutego - Jacek Józef Rybiński, polski cysters (zm. 1782)
- 1 marca - Kazimierz Rokitnicki, polski duchowny katolicki, biskup pomocniczy płocki (zm. 1779)
- 27 kwietnia – Karol Emanuel III, król Sardynii (zm. 1773)
- 17 lipca – Maria Klementyna Sobieska, córka Jakuba Sobieskiego i Jadwigi Elżbiety Neuburskiej, wnuczka Jana III Sobieskiego (zm. 1735)
- 22 września - Anna Magdalena Bach, druga żona Johanna Sebastiana Bacha (zm. 1760)
- 15 października – Maria Małgorzata d’Youville, założycielka Sióstr Miłosierdzia z Monteralu, święta katolicka (zm. 1771)
- 22 października – Maria Amalia Habsburg, cesarzowa rzymsko-niemiecka, królowa Czech, księżna Bawarii, córka cesarza rzymsko-niemieckiego Józefa I Habsburga (zm. 1756)
- 27 listopada – Anders Celsius, szwedzki astronom i fizyk (zm. 1744)

- Ignacy z Lakoni, kapucyn z Sardynii, święty katolicki (zm. 1781)

## Zmarli
- 3 stycznia – Ludwik I Grimaldi, książę Monako (ur. 1642)
- 1 sierpnia – Jan Chryzostom Pasek, polski pamiętnikarz epoki baroku (ur. ok. 1636)
- 8 czerwca – Filip I Burbon-Orleański, książę Orleanu i Nemours (ur. 1640)
- 16 września – Jakub II Stuart, król Anglii i Szkocji (ur. 1633)
- 17 września – Stanisław Papczyński, polski pijar, założyciel marianów, święty katolicki (ur. 1631)

## Święta ruchome
- Tłusty czwartek: 3 lutego
- Ostatki: 8 lutego
- Popielec: 9 lutego
- Niedziela Palmowa: 20 marca
- Wielki Czwartek: 24 marca
- Wielki Piątek: 25 marca
- Wielka Sobota: 26 marca
- Wielkanoc: 27 marca
- Poniedziałek Wielkanocny: 28 marca
- Wniebowstąpienie Pańskie: 5 maja
- Zesłanie Ducha Świętego: 15 maja
- Boże Ciało: 26 maja